# Хальяла (посёлок)
Ха́льяла (эст. Haljala), ранее Гальяль — посёлок в волости Хальяла уезда Ляэне-Вирумаа, Эстония. До 2017 года являлся административным центром одноимённой волости (упразднена).

## География и описание
Посёлок расположен у шоссе Раквере—Вызу к северу от шоссе Таллин—Нарва (автодорога А1). Расстояние до центра уездного центра — города Раквере — 12 километров. Высота над уровнем моря — 81 метр.
Климат умеренный. Официальный язык — эстонский. Почтовый индекс — 45301.

## Население
По данным переписи населения 2021 года, в Хальяла насчитывалось 1093 жителя, из них 1062 (97,3 %) — эстонцы.
По данным переписи населения 2011 года, в посёлке проживали 1084 человека, из них 1052 (97,0 %) — эстонцы.
Численность населения посёлка Хальяла по данным переписей населения:
| Год  | 1959 | 1970  | 1979  | 1989  | 2000   | 2011   | 2021   |
| ---- | ---- | ----- | ----- | ----- | ------ | ------ | ------ |
| Чел. | 204  | ↗ 471 | ↗ 811 | ↘ 312 | ↗ 1259 | ↘ 1084 | ↗ 1093 |

## История
Населённый пункт впервые упомянут в 1241 году в Датской поземельной книге (Halela). В письменных источниках 1402 года упомянут Halgel, 1445 года — Halligell, 1447 года — Haliel, 1674 года — Halja, 1796 года — Haljal, 1913 года — Гальяль.
На военно-топографических картах Российской империи (1846–1863 годы), в состав которой входила Эстляндская губерния, обозначен пасторат Хальяль.
Посёлок Хальяла вырос из деревни Хальяла в конце XIX века. В 1966 году с посёлком объединили часть деревень Идавере и Махеда. В 1977 году, в период кампании по укрупнению деревень, Махеда вошла в состав Хальяла полностью (впервые упомянута в Датской поземельной книге 1241 года как Maidalæ, в 1488 году как Maydel, в 1765 году — Maheda, в 1871 году — Mahheda).
В советское время в посёлке располагалась центральная усадьба колхоза «Виру».
На кладбище Хальяла находится памятник Освободительной войне (установлен в 1930 году, разрушен советскими властями в 1945 году, восстановлен в 1989 году, внесён в Государственный регистр памятников культуры Эстонии) и братская могила павших во Второй мировой войне. Согласно решению рабочей группы по советским памятникам при Госканцелярии Эстонии, советский памятник на братской могиле был признан «красным монументом», демонтирован весной 2023 года и заменён на так называемый «нейтральный памятник» (на поверхности земли тёмно-серая плита на белой плите несколько большего размера и с табличкой на эстонском языке «Жертвы Второй мировой войны»).

## Инфраструктура
В Хальяла есть детский сад, школа, народный дом, Молодёжный центр, Дневной центр для пожилых людей, центр семейного врача, библиотека, продуктовый магазин, аптека, почтовый пункт, волостной музей. Возможности для занятий спортом имеются в поселковой школе — это школьные площадка для игр с мячом, площадка для пляжного волейбола, дорожка для катания на роликовых коньках, скейт-парк, стадион, спортивный зал.
Школа была основана в 1687 году как школа для крестьянских детей, в 1982 году стала средней школой, в 2001—2017 годах была гимназией, с осени 2017 года преобразована в основную школу; новое здание школы было построено в 1989 году; численность учащихся в 2002/2003 учебном году составляла 458 человек, в 2009/2010 учебном году — 358, в 2018/2019 учебном году — 239.
В посёлке находится Церковь Святого Мауритуса, при ней действует Хальялаский приход Эстонской евангелическо-лютеранской церкви. Церковь внесена в Государственный регистр памятников культуры Эстонии; при инспектировании 30.10.2019 находилась на реставрации. Под охраной государства также находятся две церковные часовни, церковный сад и несколько могильных памятников: солнечный крест (XVII век), молящийся ангел и др.

## Предпринимательство
В посёлке работает бо́льшая часть самых крупных предприятий волости, в частности пивоваренный завод «Виру Ылу» (AS Viru Õlu), предшественником которого был пивзавод колхоза «Виру». В 2009 году лучшим алкогольным напитком Эстонский Союз Пищевой промышленности назвал выпускаемое им пиво «Wiru Kadakaõlu». Численность работников завода по состоянию на 30 сентября 2019 года составила 61 человек. Самой большой по численности работников фирмой посёлка является предприятие OÜ Bellus Furnitur, выпускающее мягкую мебель: численность персонала по состоянию на 30 сентября 2019 года — 203 человека. На предприятии Trendsetter Europe OÜ, выпускающем текстиль, число работников на ту же дату составило 104 человека.

## Достопримечательности
На западе посёлка находятся крестьянские постройки хутора Лиллеберга, находящиеся по охраной государства как образцы сельской архитектуры XIX века: жилой дом с тростниковой крышей, амбар, хлев и погреб.

## Известные уроженцы
- Из Хальяла родом астроном Георг Томас Саблер (1810—1865).
- В Хальяла родился эстонский архитектор Герберт Вольдемар Йохансон[эст.] (1884—1964)[14].

## Галерея
- Посёлок Хальяла
- Хальяла зимой
- Озеро Махеда
- Церковь Святого Мауритуса
- Часовня церкви Святого Мауритуса
- Церковный сад
- «Молящийся ангел» (памятник культуры)
- Поселковый центр обслуживания (слева) и производственный комплекс пивзавода «Viru Õlu» (справа)
- Забег в Юрьеву ночь

## Комментарии
1. ↑  Эстонские топонимы, оканчивающиеся на -а, не склоняются и не имеют женского рода (исключение — Нарва)[9].